# Romney Marsh
 (août 2024).
| \| Romney Marsh \| Localisation de Romney Marsh dans le Kent. |
| Romney Marsh                                                  |

Le Romney Marsh est une zone humide du Sud-Est de l'Angleterre, située sur les territoires du Kent et du Sussex de l'Est. Très peu peuplé, ce vaste marais s'étend sur environ 260 km2.

## Géographie

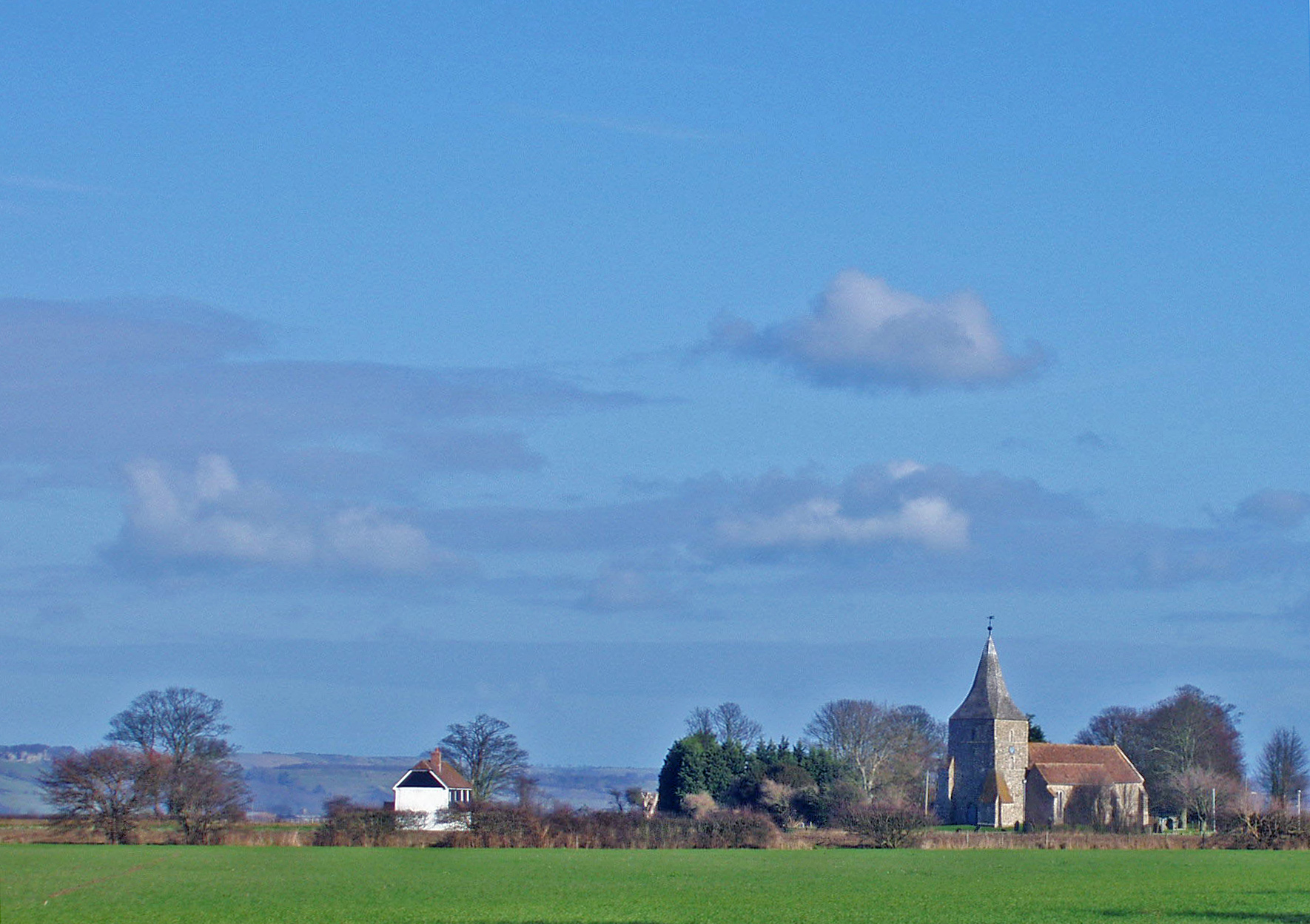
St Mary in the Marsh, dans le Romney Marsh.

Le Romney Marsh est une basse-terre (certains endroits se trouvant même sous le niveau de la mer) et se compose de plusieurs régions :
- le Romney Marsh au sens strict : au nord d'une ligne reliant New Romney à Appledore
- le Walland Marsh : il s'étend au sud de cette ligne jusqu'à la frontière du Kent
- le village d'East Guldeford, au sud de Rye
- le Denge Marsh, situé au sud-est de Lydd
- le Rother Levels, autour de l'île d'Oxney
- le Rye, Winchelsea and Pett Levels

### La rivière Rother
Longue de 35 miles (56 km), la Rother est un des plus longs cours d'eau du Sussex de l'Est. Elle prend sa source près de Rotherfield et se jette dans la mer au niveau de Rye.

## Histoire

### Position stratégique
La position stratégique et la proximité du continent européen a fait du marais un terrain privilégié de conflits au cours des siècles.
En 892, l'invasion par la flotte danoise fut couronnée de succès : les envahisseurs assiégèrent et détruisirent la forteresse d'Appledore (construite par le Roi Arthur).

### Les Cinq-Ports
Cette confédération de villes côtières, qui fournissait hommes et bateaux aux rois anglais quand le danger menaçait, comprend les ports de New Romney et Hythe, ainsi que deux "villes anciennes" (Ancient Towns) : Rye et Winchelsea.

### Le Canal Militaire Royal
Le Canal Militaire Royal s’étend sur 28 milles de Hythe à Cliff End dans le Sussex de l'Est. Construit à l’origine en tant que défense militaire, c'est maintenant un refuge pour la faune sauvage. 

### Les Tours Martello
Ces tours de fortification, construites entre 1805 et 1808 sont au nombre de 74, et jalonnent la côte Sud de l'Angleterre.

### Entraînement militaire
Deux camps d'entraînement se trouvent au sein du Romney Marsh, à Hythe ainsi qu'à Lydd.

## La malaria
À partir de 1564, une épidémie de malaria s'est répandue dans le Romney Marsh, causant de nombreux décès jusque 1730. En améliorant le drainage de la région, la construction du Canal Militaire Royal (en), achevée en 1806, a permis d'éradiquer la maladie.

## Le mouton du Romney Marsh
Au XIXe siècle, l'économie et le paysage de la région étaient fortement influencés par l'élevage du mouton. Des améliorations dans la gestion des pâturages ont permis le développement des populations : c'est ainsi que la race est devenue l'une des plus importantes.
La principale caractéristique du mouton du Romney Marsh est sa capacité à s'alimenter même par temps humide : en effet, la race est extrêmement résistante aux parasites et aux infections.
Le mouton du Romney Marsh a été exporté dans le monde entier, en particulier en Australie, où il est présent depuis 1871.